# António Manuel de Vieira
Anton Manuilovitch Devier, no alfabeto cirílico Анто́н (ou Антуа́н) Мануи́лович Девие́р (ou Дивие́р, Девье́р, Дивье́р), nascido António Manuel de Vieira (1682 (?) — 24 de Junho (5 de Julho) de 1745), foi um destacado estadista e chefe militar russo de origem portuguesa, homem da plêiade dos correligionários do czar Pedro I, o primeiro chefe do Departamento Geral de Polícia de São Petersburgo (1718 — 1727 e 1744 — 1745), conde e senador (1726), general-em-chefe (1744).

## Origem
A data e o local de nascimento António Manuel de Vieira não estão determinados de forma inequívoca.
Há autores que sustentam que terá nascido em 1673 ou 1674, em Portugal , na província do Minho, no seio de uma família de judeus marranos, que se teria convertido ao cristianismo e, mais tarde, partido para a Holanda, ao arrepio dos acossos da Inquisição.
Contudo, há outros autores que sustentam a tese, por sinal menos plausível, de que terá nascido mais tarde, em 1682 e já em Amesterdão.
Após a morte do pai e já com os estudos concluídos, António de Viera ingressou na armada holandesa como grumete.
Aquando dos exercícios navais, organizados pelas autoridades de Amsterdão, em 1697, por ocasião da chegada da Grande Embaixada de Pedro I, o czar, impressionado pela habilidade do jovem marinheiro na arte de manejar as velas, convidou-o a passar ao serviço russo.
António de Viera aceitou a proposta do monarca, partindo ainda nesse mesmo ano, para a Rússia, tendo dedicado o resto da sua vida a este país.

## Na corte de Pedro I e Catarina I
Na Rússia, aceitou o baptismo ortodoxo e o novo nome. Bem educado e formado, com maneiras galantes e o domínio de várias linguas europeias, Anton Devier percorreu a escada da carreira desde pajem e ordenanza de Pedro I até a chefe da polícia de São Petersburgo.
Em Julho de 1708, recebeu a patente de capitão; no outono do mesmo ano, foi promovido a major e um pouco mais tarde, a tenente-coronel do regimento de granadeiros. Em 1711, foi ascendido a General-Ajudante, o grau que Pedro I instituiu especialmente para ele e Pavel Iagoujinski. Interlocutor interessante e com bom sentido de humor, Devier ganhou a amizade de Pedro I (era um dos poucos correligionários a quem o czar recebia sem protocolo, mesmo na sua tornearia do Palácio de Verão), foi tutor dos seu filhos e tornou-se amigo da família.
Para consolidar a sua posição, Anton Devier desposou, em 1711, Anna Menchikova, irmã do Governador-geral de São Petersburgo, excelentíssimo príncipe Alexandre Menchikov. Este favorito do czar não gostava de Devier, mas o matrimónio do português com a sua irmã tornou-se realidade devido à intercessão pessoal de Pedro I. Contudo, as relações entre os cunhados estragaram-se definitivamente.
Em 1718, diante do crescimento rápido da população da nova capital russa e o agravamento da situação criminal, o czar instituiu em São Petersburgo o Departamento Geral de Polícia, nomeando Anton Devier seu chefe. O primeiro titular desse cargo, subordinado de jure ao Senado e ao Governador-geral Menchikov, de facto subordinava-se diretamente ao monarca.
A instituição recém-instaurada encarregava-se de quase todas as esferas da vida urbana. De acordo com os 13 parágrafos do mandado redigido por Pedro I, à polícia, entre outras funções, competia erradicar os jogos de azar, detectar e desmantelar covis de ladrões e prostíbulos, organizar rondas nocturnas pela cidade; manter a ordem nos mercados, zelar pela higiene e sanidade das lojas e locais comerciais, reprimir irregularidades e subidas de preços mal intencionadas. Correspondia-lhe também vigiar o cumprimento das normas de arquitectura e construção de prédios, pontes e represas; controlar a drenagem dos pântanos, pavimentação de ruas e recolha do lixo. Graças à diligência de Devier, a nova capital da Rússia obteve o serviço de bombeiros; em 1721, foram instalados os primeiros candeeiros de iluminação pública e apareceram escabelos para repouso de transeuntes. No posto do chefe do Departamento Geral de Polícia, Anton Devier granjeou a fama como servidor público hábil, honesto e incorrupto.
Para além das competências já referidas, a polícia gozava de facultades de instância judiciária, tendo direito a sentenciar os delitos criminais. Devier foi um dos membros do júri que assinou, em Junho de 1718, a condenação do czarevitch Alexei Petrovitch à pena de morte. Em 1725, um mes antes da morte de Pedro o Grande, Anton Manuilovitch Devier foi ascendido a major-general.
Depois do falecimento do Imperador, Devier advogou de forma decidida em favor de transferir o poder à viúva de Pedro I, imperatriz Catarina I, quem recompensou o seu fiel servidor condecorando-o com a Ordem de Santo Alexandre Nevski. A 24 de Outubro de 1726, Devier foi distinguido com a dignidade condal e, a 27 de Dezembro do mesmo ano, foi-lhe conferida a patente de tenente-general.

## Desfavor
Em 1727, a imperatriz enviou Devier à Curlândia incumbindo-lhe a missão de investigar as queixas provenientes desse país báltico sobre as manobras de Menchikov quem almejava apropriar-se a qualquer preço do trono ducal. O relatório de Devier não foi favorável a Menchikov, e a imperatriz repreendeu-o pela primeira vez, o que aguçou ainda mais o ódio de Menchikov contra o seu cunhado. A vingança não tardou muito. Numa conversa particular, Devier censurou o projecto de Menchikov, aprovado pela imperatriz sob pressão do “Excelentíssimo”, de casar a sua filha, Maria, com o herdeiro do trono russo (futuro imperador Pedro II). Ao tomar conhecimento disso, Menchikov acusou Devier da falta de lealdade e convenceu a Catarina moribunda a firmar a ordem de arresto. A 26 de Abril de 1727, Devier foi encarcerado e confessou sob tortura que junto com sequazes “por seu próprio arbítrio ousou definir herdeiro do trono russo e tramava contrariar o matrimónio do grande príncipe, ratificado pela Suprema Vontade”. A 27 de Maio do mesmo ano, já após a morte de Catarina I, saiu um ukaze (decreto) que, ao constatar a intenção de impedir o cumprimento da vontade da imperatriz finada despojando Pedro II do trono hereditário, privava Devier da dignidade de nobreza, de todos os títulos, postos, possessões e decretava o seu desterro para a Sibéria. À esposa de Devier com filhos foi ordenado “morar nas suas aldeias onde ela desejar”.

## Desterro na Sibéria
Devier passou doze anos num lugarejo longínquo, Zhiganskoie zimovie, sito na margem esquerda do Lena a 800 verstas ao norte de Iakutsk. Em 1739, no reinado de Anna Ioannovna, devido à falta de administradores capazes e honestos, Devier foi trasladado a Okhotsk. Incumbido de equipar a segunda expedição de Vitus Bering à Península de Kamchatka, Devier muito em breve completou a construção dos estaleiros, barcos e instalações portuárias necessárias para esse projecto. Também fundou em Okhotsk uma escola naval que durante os cem anos conseguintes foi fonte do ensino para todo o extremo nordeste da Sibéria.

## Regresso a São Petersburgo e morte
A 25 de Novembro (6 de Dezembro) de 1741, ao trono da Rússia ascendeu Elizaveta Petrovna, filha de Pedro I e Catarina I, quem editou o ukaze de absolvição, segundo o qual Anton Manuilovitch Devier se livrava das culpas imputadas. No início de 1743, Devier regressou do exílio siberiano a São Petersburgo. A imperatriz restituiu-lhe o título de conde e as propriedades, devolveu as ordens e cargos. Em 1744, foi elevado a general-em-chefe e voltou a exercer o cargo de chefe da polícia metropolitana.
No entanto, o desterro prolongado socavou a saúde de Devier. Cansado e gravemente adoecido, ele retirou-se, em 1745, “até à convalescença”. Porém, a convalescença não chegou: Anton Manuilovitch Devier expirou a 24 de Junho (5 de Julho) de 1745 e foi sepultado no cemiterio de São Lázaro do mosteiro de Santo Alexandre Nevski, em São Petersburgo.

## Descendência
Anton Manuilovitch e Anna Danilovna Devier tiveram uma filha, que foi dama de honor de Catarina I, e três filhos: Piotr, Alexandre e Anton. O maior deles, Piotr, no reinado de Pedro III foi ascendido a general completo, demitiu-se em 1762 e morreu em 1773. Os seus irmãos eram também militares, mas deixaram cedo o serviço: Alexandre com a patente de capitão de guarda e Anton, só com a de tenente.

## Brasão de armas

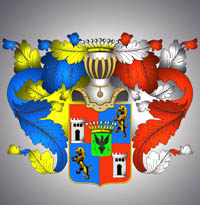
Brasão de armas dos condes russos Devier

A 4 de Junho de 1801, o imperador Alexandre I dispôs, em conformidade com o ukaze de 1743 de Elizaveta Petrovna, sobre a inserção do brasão de armas dos condes russos Devier no Armoril Geral das famílias nobres do Império de Todas as Rússias. Publicado na VI parte do Armorial sob o número 3, o brasão descreve-se desta maneira: “No escudo dividido em quatro partições, no seu coração, debaixo da coroa condal, se situa um escudo pequeno de cor verde com a representação de uma águia monocéfala que enpunha o ceptro e o globo. Na primeira e quarta partições, sobre o campo vermelho, estão colocadas duas torres de prata. Na segunda e terceira, sobre o campo azul, dois leões erguidos nas patas traseiras. O escudo é encimado com um elmo, em cima do qual ostenta a coroa condal. O lambrequim sobre o escudo é azul e vermelho com o revés dourado e prateado”. R

## Na literatura
Anton Devier é uma das personagens do romance histórico “O Judeu de Pedro o Grande” (edição em russo: Moscovo, Limbus Press, 2001. ISBN   5-8370-0145-X), obra do escritor David Markish.